# Alfredo Ernesto Jacques Ourique
Alfredo Ernesto Jacques Ourique (São Paulo, 21 de fevereiro de 1848 — Rio de Janeiro, 24 de agosto de 1932) foi um político brasileiro. Exerceu o mandato de deputado federal constituinte pelo então Distrito Federal em 1891.